# Association pour la défense des actionnaires minoritaires
Pour les articles homonymes, voir ADAM.
L'association pour la défense des actionnaires minoritaires (ADAM) est une association créée en 1991 dont l'objet est de défendre les intérêts collectifs des investisseurs. Elle a son siège à Chartres. Sa présidente Colette Neuville revendique environ 5 000 adhérents (3 000 selon L'Expansion en 2004), aussi bien des particuliers que des grands investisseurs de tous pays. Leur présence explique pourquoi l'ADAM dispose d'un budget supérieur aux autres associations.
L’association a eu pour avocats successifs Georges Berlioz, Alain Géniteau, un administrateur judiciaire de Brest et Dominique Schmidt.
L'ADAM est membre du Conseil d'administration de la Fédération des associations indépendantes de défense des épargnants pour les retraites (FAIDER) et de Better Finance.

## Histoire
Sa première victoire date de 1991, lorsque Colette Neuville réussit à obtenir 84 millions de francs[réf. nécessaire] d'indemnités pour ses adhérents victimes de la faillite de l'agent de change Tuffier. Autres faits d'armes par exemple : en 1998, l'ADAM conteste les modalités d'absorption de Havas à la Compagnie générale des eaux et obtient de celle-ci près de un milliard d'euros supplémentaires pour les minoritaires de Havas. 
L'ADAM est intervenu aussi dans les dossiers Vivendi-Havas en 1998, Schneider-Legrand en 2001 et Renault-Nissan en 2002, pour critiquer les modalités de la fusion entre le constructeur français et Nissan, trop favorables au Japonais selon elle.
Plus récemment, dans l'affaire EADS, l'ADAM a dénoncé l'information trompeuse sur l'A380 qui a porté le cours jusqu'à 34 euros en mars 2006 avant de revenir deux ans après sous les 14 euros. L'ADAM a souligné le rôle particulier joué par certains analystes financiers de la banque Morgan Stanley, qui a par ailleurs reçu des émoluments en tant que conseillère du groupe EADS.
Au-delà des cotisations des membres, en 2004, c'était une quinzaine de clients institutionnels qui faisaient vivre l'association. Notamment : les sociétés de gestion indépendantes Richelieu Finance et Tocqueville Finance, les hedge funds anglo-saxons Centaurus et le Citadel Investment Group.